# ابی مک مانوس
ابی مک مأنوس (انگلیسی: Abbie McManus؛ زادهٔ ۱۴ ژانویهٔ ۱۹۹۳) بازیکن فوتبال اهل بریتانیا است.
از باشگاه‌هایی که در آن بازی کرده‌است می‌توان به اشاره کرد.
وی همچنین در تیم‌های ملی فوتبال England women's national under-23 football team و زنان انگلستان بازی کرده‌است.